# Heliamphora elongata
Heliamphora elongata este o specie de plante carnivore din genul Heliamphora, familia Sarraceniaceae, ordinul Ericales, descrisă de Nerz. Conform Catalogue of Life specia Heliamphora elongata nu are subspecii cunoscute.